# Rue Firmin-Gémier
La rue Firmin-Gémier est une voie du 18e arrondissement de Paris, en France.

## Situation et accès
La rue Firmin-Gémier est une voie publique située dans le 18e arrondissement de Paris qui débute au 171, rue Belliard et se termine au 23, rue Lagille.

## Origine du nom

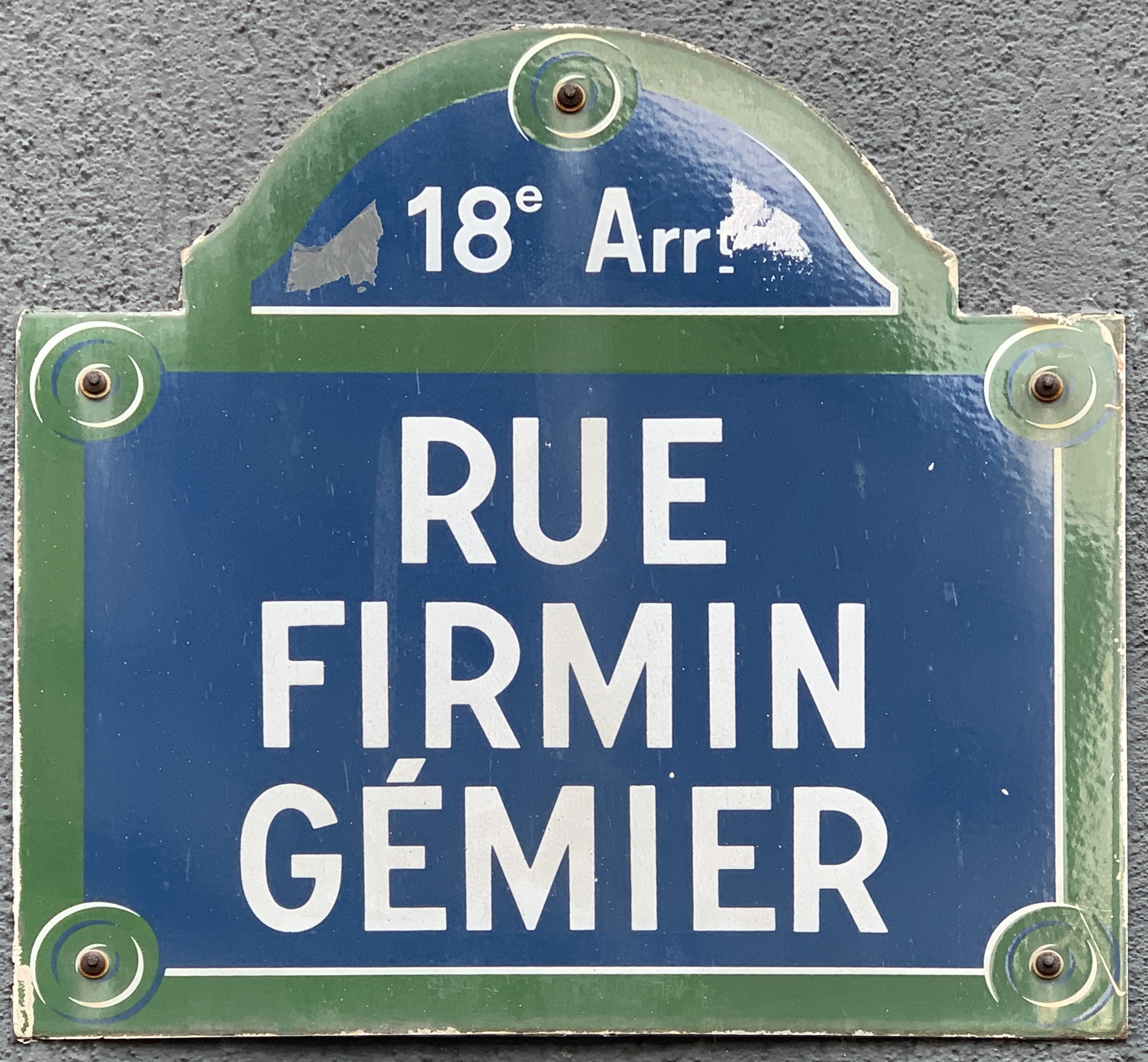
Plaque de la rue.

Elle porte le nom du metteur en scène Firmin Gémier (1869-1933). 

## Historique
Anciennement « impasse Cope », elle est renommée « rue Firmin-Gémier » le 2 août 1934 et classée dans la voirie parisienne par un arrêté municipal du 16 mai 1995.